# Општина Доњи Милановац
Општина Доњи Милановац је бивша општина која је постојала у СФР Југославији до 1965. године када је припојена у целости општини Мајданпек. Седиште општине налазио се у Доњем Милановцу, а општина је обухватала 8 насеља.

## Становништво
Према подацима са пописа из 1961. у ФНР Југославији, који је последњи попис одржан пре укидања општине,  општина Доњи Милановац имала је 10.816 становника.
| Етнички састав према попису из 1961.‍ | Етнички састав према попису из 1961.‍ | Етнички састав према попису из 1961.‍ | Етнички састав према попису из 1961.‍ | Етнички састав према попису из 1961.‍ |
| ------------------------------------ | ------------------------------------ | ------------------------------------ | ------------------------------------ | ------------------------------------ |
|                                      |                                      |                                      |                                      |                                      |
| Срби                                 | Срби                                 |                                      | 10.751                               | 99,40%                               |
| Хрвати                               | Хрвати                               |                                      | 29                                   | 0,27%                                |
| Црногорци                            | Црногорци                            |                                      | 14                                   | 0,13%                                |
| Словенци                             | Словенци                             |                                      | 4                                    | 0,04%                                |
| Остали                               | Остали                               |                                      | 18                                   | 0,17%                                |

### Насељена места
Општину Доњи Милановац су чинила 8 насељених места од којих данас постоје 7 јер је Штрбац као насеље укинуто и припојено Голубињу 1979. године. У следећој табели приказана су насељена места општине са бројем становника према попису из 1961. и 2022. године.
| Насељено место         | Становништво (1961) | Становништво (2022) |
| ---------------------- | ------------------- | ------------------- |
| Бољетин                | 1.334               | 356                 |
| Голубиње               | 1.797               | 424                 |
| Доњи Милановац         | 2.669               | 1.984               |
| Клокочевац             | 1.422               | 408                 |
| Мироч                  | 642                 | 235                 |
| Мосна                  | 1.027               | 510                 |
| Тополница              | 1.649               | 562                 |
| Штрбац                 | 276                 | — (део Голубиња)    |
| Општина Доњи Милановац | 10.816              | 4.479               |

## Иницијатива за повратак статуса општине
Удружење грађана „Талиата” је 2009. године покренуло иницијативу за повратак статуса општине Доњи Милановац одвајањем од општине Мајданпек. Разлог за покретање иницијативе било је бржи и квалитетнији развој варошице као и околних сеоских насеља која би јој припала, а који је оспорен услед велике удаљености Мајданпека и Доњег Милановца. Иницијативу је својим потписом подржало око 2.600 грађана општине Мајданпек, међутим општина на крају није основана.